# Balkh (flod)
Balkh (persiska: بلخ), eller Balkhab (بلخاب), är en flod i Afghanistan. Den dränerar sjöarna i nationalparken Band-e Amir i provinsen Bamiyan, i centrala delen av bergskedjan Kuh-e Baba. I sitt övre lopp kallas den också Band-e Amir-floden (Rud-e Band-e Amir). Under sin väg norrut passerar den genom provinserna Sar-e Pol, Samangan och Balkh. Vid tillräckligt stort flöde når den även in i Jowzjan.